# Tropidosteptes palmeri
Tropidosteptes palmeri är en insektsart som först beskrevs av Reuter 1908.  Tropidosteptes palmeri ingår i släktet Tropidosteptes och familjen ängsskinnbaggar. Inga underarter finns listade i Catalogue of Life.